# Patti (cane)
Il cane Patti o Tamil Shepherd Dog è una razza di cane indiano, originario del distretto di Ramanathapuram nel Tamil Nadu.
È un cane da guardia dai lupi e volpi degli armenti nelle fattorie, oltre che un segugio a vista.

## Caratteristiche
Cane molto reattivo e attento, tipicamente un cane da pastore, somiglia al dobermann. 
Ha orecchie erette, il colore è solitamente marrone chiaro, nero, fulvo, tigrato, bruno rossastro (marrone chiaro) e bianco con varie macchie.
La testa e il cranio sono di medie dimensioni con muso ben sporgente e molto robusto.
È alto tra i 45 ei 55 centimetri e pesa dai 25 ai 28 chilogrammi circa.
È una razza robusta e molto rustica.